# Фраснелли, Лорис
Лорис Фраснелли (итал. Loris Frasnelli; род. 22 февраля 1979, Тренто) — итальянский лыжник, призёр этапов Кубка мира. Специалист спринтерских гонок.

## Карьера
В Кубке мира Фраснелли дебютировал в 2000 году, в марте 2006 года одержал единственную в карьере победу на этапе Кубка мира, в командном спринте. Кроме этого на сегодняшний день имеет на своём счету 1 попадание в тройку лучших на этапах Кубка мира, так же в командном спринте. Лучшим достижением Фраснелли в общем итоговом зачёте Кубка мира является 46-е место в сезоне 2005—2006 годов.
На Олимпиаде-2006 в Турине стартовал в спринтерской гонке свободным стилем, в квалификации занял 8-е место, а в финальных соревнованиях стал 6-м.
На Олимпиаде-2010 в Ванкувере принимал участие в спринтерской гонке классическим стилем, в квалификации занял 30-е место, а в четвертьфинальном забеге был 6-м, в итоговом протоколе занял 30-е место.
За свою карьеру принимал участие в трёх чемпионатах мира, лучший результат 9-е место в командном спринте на чемпионате 2011 года, в личных гонках, 23-е место в спринте на чемпионате мира 2007 года.
Использует лыжи и ботинки производства фирмы Salomon.